# Bataille de Lagos (1759)
Pour les articles homonymes, voir Bataille de Lagos.
Guerre de Sept Ans
Batailles
- Minorque (navale) (1756)
- Pirna (1756)
- Lobositz (1756)
- Reichenberg (1757)
- Prague (1757)
- Kolin (1757)
- Hastenbeck (1757)
- Gross-Jägersdorf (1757)
- Moys (1757)
- Rochefort (1757)
- Rossbach (1757)
- Breslau (1757)
- Leuthen (1757)
- Carthagène (navale) (1758)
- Olomouc (1758)
- Saint-Malo (1758)
- Rheinberg (1758)
- Krefeld (1758)
- Domstadl (1758)
- Cherbourg (1758)
- Zorndorf (1758)
- Saint-Cast (1758)
- Tornow (1758)
- Lutzelberg (1758)
- Hochkirch (1758)
- Bergen (1759)
- Kay (1759)
- Minden (1759)
- Kunersdorf (1759)
- Neuwarp (navale) (1759)
- Hoyerswerda (1759)
- Baie de Quiberon (navale) (1759)
- Maxen (1759)
- Meissen (1759)
- Glatz (1760)
- Landshut (1760)
- Corbach (1760)
- Emsdorf (1760)
- Dresde (1760)
- Warburg (1760)
- Liegnitz (1760)
- Rhadern (1760)
- Berlin (1760)
- Kloster Kampen (1760)
- Torgau (1760)
- Belle-Île (1761)
- Langensalza (1761)
- Cassel (1761)
- Grünberg (1761)
- Villinghausen (1761)
- Ölper (1761)
- Kolberg (1761)
- Wilhelmsthal (1762)
- Burkersdorf (1762)
- Lutterberg (1762)
- Reichenbach (1762)
- Almeida (1762)
- Valencia de Alcántara (1762)
- Nauheim (1762)
- Vila Velha de Ródão (1762)
- Cassel (1762)
- Freiberg (1762)

- Jumonville Glen (1754)
- Fort Necessity (1754)
- Fort Beauséjour (1755)
- 8 juin 1755
- Monongahela (1755)
- Petitcoudiac (1755)
- Lac George (1755)
- Fort Bull (1756)
- Fort Oswego (1756)
- Kittanning (1756)
- En raquettes (1757)
- Pointe du Jour du Sabbat (1757)
- Fort William Henry (1757)
- German Flatts (1757)
- Lac Saint-Sacrement (1758)
- Louisbourg (1758)
- Le Cran (1758)
- Fort Carillon (1758)
- Fort Frontenac (1758)
- Fort Duquesne (1758)
- Fort Ligonier (1758)
- Québec (1759)
- Fort Niagara (1759)
- Beauport (1759)
- Plaines d'Abraham (1759)
- Sainte-Foy (1760)
- Neuville (1760)
- Ristigouche (navale) (1760)
- Mille-Îles (1760)
- Signal Hill (1762)

- Cap-Français (1757)
- Martinique (1759)
- Guadeloupe (1759)
- Dominique (1761)
- Martinique (1762)
- Cuba (1762)

- Chandernagor (1757)
- Plassey (1757)
- Gondelour (1758)
- Négapatam (navale) (1758)
- Condore (1758)
- Madras (1758)
- Pondichéry (navale) (1759)
- Masulipatam (1759)
- Chinsurah (1758)
- Wandiwash (1760)
- Pondichéry (1760-1761)
- Manille (1762)

- Saint-Louis (1758)
- Gorée (1758)
- Gambie

La bataille de Lagos est une bataille navale de la guerre de Sept Ans qui se déroule les 18 et 19 août 1759, devant Lagos (Portugal). Elle oppose une flotte commandée par l'amiral anglais Edward Boscawen à une partie de la flotte française venue de Toulon et commandée par le chef d'escadre La Clue-Sabran.
Les Britanniques détruisent deux vaisseaux de ligne et en capturent trois autres. Une partie de l'action se déroule dans les eaux territoriales du royaume du Portugal, pays neutre à ce moment.

## Le contexte
En 1759, la France combat sur deux fronts. Sur terre, alliée à l'Autriche, elle affronte la Prusse. Sur mer, elle s'oppose à la Royal Navy et cherche à maintenir les liens avec ses colonies. L'idée germe alors de porter la guerre sur le sol même de la Grande-Bretagne.
Pour réaliser ce grand dessein, la flotte de Brest doit escorter une flotte de navires de transport qui devront acheminer les troupes, depuis le Morbihan pour les unes, et depuis la région d'Ostende pour les autres.
Afin de contrer efficacement les escadres anglaises, il est prévu d'utiliser les navires de Toulon. La mission affectée à ces navires est, selon les auteurs, différente, même s'ils sont d'accord sur le fait qu'elle doit aider la flotte de Brest. Pour certains auteurs, et, en particulier les auteurs britanniques, l'escadre de Toulon devait renforcer celle de Brest.
Pour d'autres auteurs, sa mission devait la conduire à agir aux Antilles pour obliger les Anglais à y envoyer une partie des forces surveillant l'escadre de Brest,,,.

## Les forces en présence

### Les amiraux
- La Clue-Sabran

Jean-François de Bertet de La Clue-Sabran (1696-1764) est entré aux gardes-marine en 1715. lieutenant de vaisseau en 1734, capitaine de vaisseau en 1742. Il commande alors le vaisseau L'Atalante lors de la bataille du cap Sicié (1744). Chef d'escadre en 1755, il commande La Couronne et une division à la bataille de Minorque (20 mai 1756).
En 1758, il est mis à la tête d'une division de 6 vaisseaux devant aller croiser aux Antilles. Mais, il ne peut franchir le barrage britannique au détroit de Gibraltar. Il doit revenir à Toulon.
En 1759, il commande l'escadre de Toulon.
- Edward Boscawen (1711-1761)

Âgé de 48 ans, contre-amiral en 1747 et « amiral de la Bleue » en 1758, il a participé à de nombreuses actions, comme la première bataille du cap Finisterre, en mai 1747, la prise de L'Alcide et du Lys (8 juin 1755), la prise de Louisbourg (26 juillet 1758).
Son nom est aussi connu pour la « rafle de Boscawen », action par laquelle il fait capturer, en pleine paix, des milliers de marins français en arraisonnant tous les bateaux possibles pour les envoyer sur les pontons. Cette action était destinée à affaiblir la marine royale en prévision d'un conflit à venir.
En mai 1759, il est nommé à la tête de l'escadre de Méditerranée et est chargé du blocus de Toulon.

### L'escadre française

#### Organisation
L'escadre française est probablement, organisée en trois divisions de quatre vaisseaux, chaque division disposant d'une frégate pour répéter les ordres ou porter assistance à un vaisseau en difficulté. C'est l'organisation classique d'une force navale de l'époque, avec avant-garde, corps de bataille et arrière-garde,.

#### Liste des navires
L'escadre qui sort de Toulon comprend 12 vaisseaux et 3 frégates. Mais seule une partie d'entre eux participeront à la bataille.
- Vaisseaux participant à la bataille :
  - l’Océan (80 canons, lancé en 1756), La Clue, Carné ;
  - le Téméraire (74 canons, lancé en 1749), d'Herville ;
  - le Modeste (64 canons lancé en 1759), Dulac de Montvert ;
  - le Redoutable (74 canons, lancé en 1752), Saint-Aignan ;
  - le Souverain (74 canons, lancé en 1757), comte de Panat ;
  - le Guerrier (74 canons, lancé en 1753), Rochemore ;
  - le Centaure (74 canons, lancé en 1757), Sabran-Grammont ;
- autres navires, non impliqués dans la bataille :
  - vaisseaux :
    - le Fantasque (64 canons, lancé en 1758), chevalier de Castillon Cadet ;
    - le Lion (64 canons, lancé en 1751), Colbert Turgis ;
    - le Triton (64 canons, lancé en 1747), Venel ;
    - le Fier (50 canons, lancé en 1745), Marquisan ;
    - l'Oriflamme (50 canons, lancé en 1744), d'Abon ;

  - frégates :
    - la Minerve (26 canons, lancée en 1757) ;
    - la Gracieuse (24 canons, lancée en 1750) ;
    - la Chimère (26 canons, lancée en 1758).

D'une manière générale, les vaisseaux de 80 canons français portent 30 canons de 36 et 32 canons de 18 ; les vaisseaux de 74, 28 canons de 36 et 30 canons de 18 ; les vaisseaux de 64, 26 de 24 livres et 28 de 12.

### L'escadre britannique

#### Organisation
La particularité de cette bataille, pour le côté britannique, est l'absence de formation. Il y a une « chasse générale », pendant laquelle chaque navire va chercher à rattraper les Français. Ce qui va empêcher d'ailleurs l'amiral anglais de terminer la destruction de son adversaire dès le premier jour.

#### Liste des navires
- Trois-ponts

HMS Namur, 90 canons, Matthew Buckle,
Prince 90, 1750, idem
Newark 80, construit comme un 2 ponts, reconstruit en 1717 comme 3 ponts, 26×32", 26×12", 24×6", 4×6".
- Deux-ponts

Warspite 74, Thomas Stanhope,
Culloden 74,
Conqueror 70,
Swiftsure 70,
Edgar 64,
St Albans 64,
Intrepid 60,
America 60,
Princess Louisa 60,
Jersey 60,
Guernsey 50,
Portland 50,
Il y a aussi 14 autres navires anglais présents de moindre importance, dont : HMS Ambuscade (40), HMS Rainbow (40), HMS Shannon (36), et HMS Active (36), HMS Thetis (32), 5 frégates de 24 canons, HMS Lyme, HMS Gibraltar, HMS Glasgow, HMS Sheerness, HMS Tartar's Prize, 2 sloops de 16 canons Favourite et Gramont, 2 brûlots Aetna et Salamander.

## Le combat

### Les préliminaires
Le 5 août 1759, profitant du fait que l'escadre de blocus britannique a dû gagner Gibraltar pour se ravitailler et effectuer des travaux nécessaires à la remise en état des navires, le chef d'escadre La Clue appareille de Toulon avec 12 vaisseaux et 3 frégates.
Le 17, il passe, de nuit, le détroit de Gibraltar en longeant les « côtes de Barbarie » sans réussir à passer inaperçu des Anglais. La frégate HMS Gibraltar, de station au sud du détroit aperçoit, à la tombée de la nuit, les Français et fait force voiles pour regagner Gibraltar.
Elle atteint Gibraltar à 20 h. L'amiral Boscawen et ses officiers sont à terre, invités à un dîner. Cependant, il ne faut que deux heures pour que les premiers vaisseaux anglais appareillent, ayant récupéré officiers et marins. Ceux qui avaient démonté la voilure, voire une partie de leur mâture, ne mettront qu'une heure de plus pour se mettre en route.
Les navires britanniques se sont lancés à la poursuite de l'escadre française sont donc répartis en deux paquets. D'abord Boscawen et 8 vaisseaux; ensuite, à une heure derrière, Broderick et 5 vaisseaux.
Les français naviguent en deux colonnes. À deux heures du matin, La Clue décide de ne pas rallier Cadix mais de continuer vers le nord. Pour transmettre son ordre, il utilise le signal no 27 du code dont chaque capitaine possède une copie. Ce signal est décrit comme : « Prendre les amures à tribord au plus près au largue. Les vaisseaux feront la même route que le général et auront grand soin qu'il ne paraisse aucun feu ». Pour le signaler de nuit, il est prévu que le général éteigne ses fanaux et tire trois coups de canons ou lance trois fusées.
Cet ordre n'est pas vu, ou pas compris par les navires de la colonne de droite qui continueront vers Cadix. En particulier parce que la ligne française est trop étendue.

### Déroulement du combat

#### Le 18 août

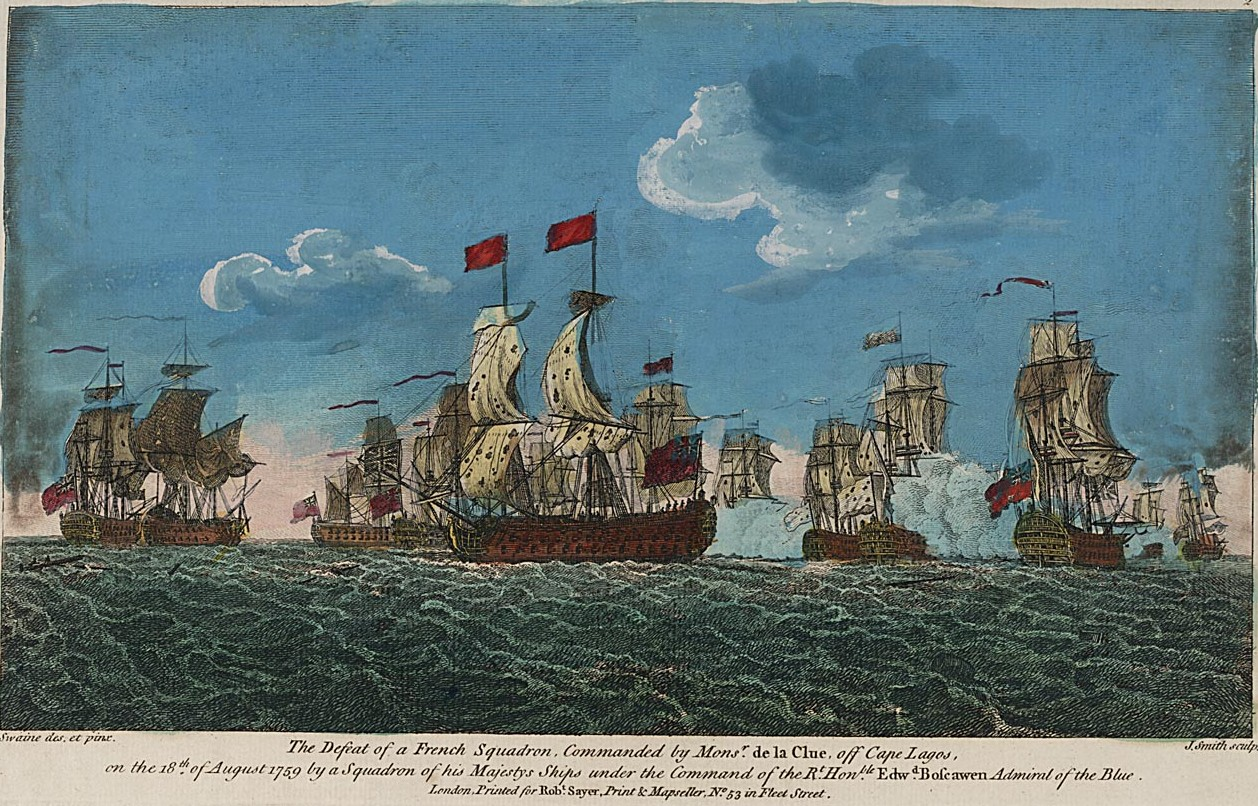
La bataille de Lagos, le 18-19 août 1759. Edward Boscawen poursuit l'escadre française de La Clue qui se disloque après le passage de Gibraltar. Malgré la neutralité portugaise, les vaisseaux français réfugiés à Lagos sont pris ou incendiés. (Gravure d'après Francis Swaine, 1786)

Au matin, La Clue n'a plus que 7 vaisseaux avec lui. Il voit des voiles à l'horizon derrière lui. Ces 8 voiles devant être les 8 vaisseaux français manquants, il fait ralentir les siens. L'absence de réponse aux signaux de reconnaissance lui apprend qu'il s'agit des Anglais.
L'escadre française force de voiles mais, pour rester unie, doit régler sa marche sur celle du plus lent d'entre eux, Le Souverain. L'amiral anglais, de son côté, envoie le pavillon blanc à croix rouge signifiant « chasse générale ».
Vers treize heures, les adversaires sont à portée de combat. Ils envoient leurs couleurs. Les Français se disposent en une ligne de bataille arrondie. En tête Le Téméraire, suivi, dans l'ordre, par Le Modeste, Le Redoutable, Le Souverain, L'Océan, Le Guerrier et Le Centaure. Vingt minutes plus tard, Boscawen envoie le signal d'engager le combat.
Le dernier navire de la file française est Le Centaure, commandé par de Sabrant-Gramont. Il va combattre les navires anglais qui le remontent sur les deux bords.
Boscawen, de son côté, voudrait que ses navires ne s'attardent pas à détruire l'arrière-garde mais remontent la ligne française pour engager la totalité des vaisseaux et empêcher l'avant-garde de s'échapper. Mais le code des signaux dont il dispose n'a pas prévu ce cas. Il ne peut que signaler à un navire, individuellement, de faire force voiles. Ce que ne comprennent pas les capitaines,. Une partie de ses navires se trouve sous le vent des Français et ne peut se joindre au combat.
Vers seize heures, il a réussi à se porter au niveau du navire amiral français ; lequel, en une trentaine de minutes, lui abat le mât d'artimon et les autres mâts de hune. Boscawen doit transférer son pavillon sur HMS Newark, abandonnant HMS Namur devenu quasiment immobile.
En fin de journée, vers 19 h 30, Le Centaure, rasé, entouré de quatre vaisseaux anglais, baisse pavillon. Les autres navires français font route au nord-est, vers la côte.
L'un des plus petits vaisseaux britanniques, HMS Guernsey, 50 canons, les suit pour signaler leur présence au reste de l'escadre. Malgré cela, Le Guerrier et Le Souverain prennent la tangente. Le premier pour Rochefort, le second pour les Canaries.

#### Le 19 août
Au matin, l'amiral français n'a plus que quatre vaisseaux avec lui. Il tente de se réfugier dans la baie d'Almadora, près de Lagos, Portugal. Il compte bénéficier de la neutralité de cet État pour réparer. Vers neuf heures, le matin, L'Océan se met au plain,, à proximité de deux batteries portugaises. Il perd sa mâture. Le Redoutable s'échoue à son tour. Le Modeste et Le Téméraire, quant à eux, se contentent de jeter l'ancre près du rivage.
Boscawen n'hésite pas à violer la souveraineté de ce pays, neutre dans le conflit, et attaque les quatre navires français. Sur les deux batteries côtières portugaises, l'une reste silencieuse, l'autre tire quelques coups de semonce puis se tait. Les deux navires à l'ancre ont été évacués par leurs équipages. Le Modeste est incendié, Le Téméraire capturé. Les deux navires échoués sont incendiés à leur tour. Sur L'Océan, tout le monde n'a pas eu le temps de fuir et une centaine de marins sont faits prisonniers. Parmi eux, un lieutenant de vaisseau nommé Pierre André de Suffren. L'amiral La Clue, blessé aux jambes dès le début du combat a pu gagner le rivage.
Le Centaure et Le Téméraire sont ramenés à Gibraltar, avec difficulté pour le premier qui devra être allégé de toute son artillerie et approvisionnements pour ne pas sombrer.

## Les conséquences

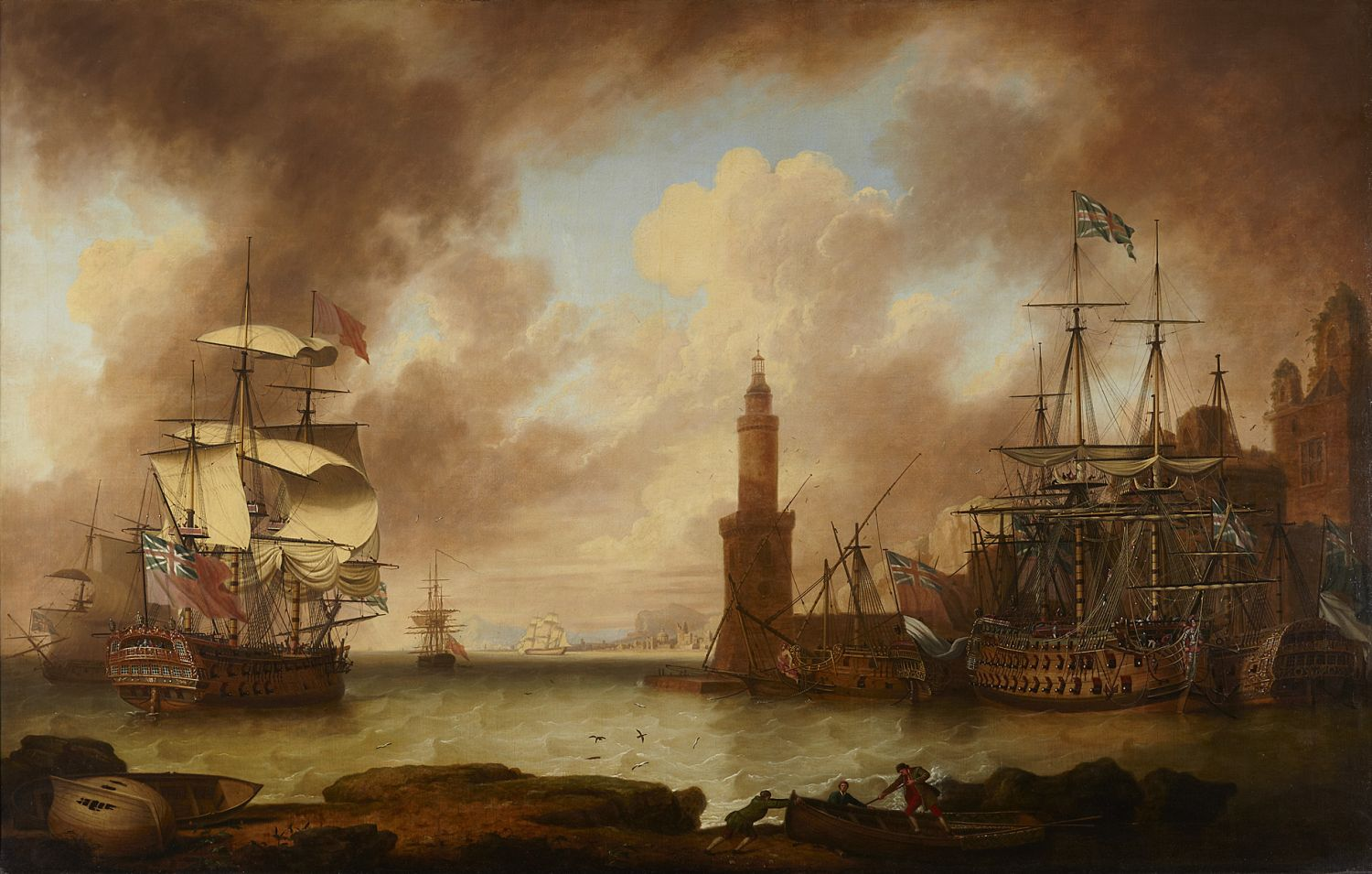
Représentation possible de l'escadre anglaise avec deux vaisseaux français capturés près du navire amiral anglais (à droite).

L'escadre de Toulon n'existe plus en tant que force militaire et n'est plus en mesure d'accomplir la mission qui lui a été confiée.
Boscawen ignore cependant si d'autres navires français vont chercher à passer. Il va s'établir en barrage au niveau du cap Saint-Vincent. Ne voyant rien venir, il regagne Gibraltar pour entamer des réparations puis applique les ordres qui lui avaient été donnés. Il scinde son escadre en deux. Une partie, sous le commandement de Brodrick, reste pour bloquer Cadix alors que l'autre partie remonte vers la Grande-Bretagne pour renforcer la flotte de Hawke. Cinq des vaisseaux de Boscawen participeront à la bataille des Cardinaux.